# Movileni (okręg Vaslui)
Movileni – wieś w Rumunii, w okręgu Vaslui, w gminie Coroiești. W 2011 roku liczyła 236 mieszkańców.